# Wilhelm Jacoby (General)
Wilhelm-August Jacoby (* 8. März 1934 in Nürnberg) ist ein deutscher Generalmajor außer Dienst des Heeres der Bundeswehr.

## Leben
Nach dem Abitur 1953 in Nürnberg trat Jacoby am 12. August 1953 als Offizierbewerber in den Bundesgrenzschutz ein. Am 1. Juli 1956 wurde er in die Bundeswehr übernommen und hatte Verwendungen als S2-Offizier (Militärisches Nachrichtenwesen), Zugführer und Kompaniechef in der Pioniertruppe.
Von 1965 bis 1967 nahm Jacoby er als Major am 8. Generalstabslehrgang Heer an der Führungsakademie der Bundeswehr in Hamburg teil und wurde 1967 als bester Lehrgangsteilnehmer mit dem General-Heusinger-Preis ausgezeichnet. Anschließend war er Referent im Planungsstab des Bundesministers der Verteidigung, G3 der 1. Gebirgsdivision, Kommandeur des Gebirgspionierbataillons 8, nahm am 43. Lehrgang am NATO Defense College teil, war G3 im Wehrbereichskommando V und Branch Chief der Operationsabteilung im Hauptquartier der Central Army Group der NATO in Heidelberg. Als Oberst war von April 1979 bis Ende September 1982 Kommandeur der Panzerbrigade 12 in Amberg.
Jacoby war als Brigadegeneral bis Ende Juni 1984 Chef des Stabes des II. Korps in Ulm. Als Generalmajor war er bis Ende November 1986 Kommandeur der 5. Panzerdivision in Diez. Anschließend war er bis Ende September 1990 Chef des Stabes der Central Army Group. Zuletzt war er von Oktober 1990 bis Ende März 1994 Befehlshaber des Territorialkommandos Süd in Heidelberg und wurde mit Ablauf des März 1994 in den Ruhestand versetzt.
Jacoby ist verheiratet, evangelisch und hat zwei Kinder.

## Auszeichnungen
- 1983: Verdienstkreuz am Bande des Verdienstordens der Bundesrepublik Deutschland
- 1984: Officer der Legion of Merit
- 1986: Ehrenkreuz der Bundeswehr in Gold
- 1998: Verdienstkreuz 1. Klasse des Verdienstordens der Bundesrepublik Deutschland
- 1989: Offizier der Ehrenlegion
- 1983: Großes Verdienstkreuz des Verdienstordens der Bundesrepublik Deutschland
- 1994: Officer der Legion of Merit